# جوزيف كاوثورن
جوزيف كاوثورن (بالإنجليزية: Joseph Cawthorn)‏ مواليد 09 مارس 1868 - الوفاة 21 يناير 1949، هو ممثل أفلام وممثل مسرح أمريكي.

## الأعمال
- مارييتا الشقية
- الباحثون عن الذهب عام 1935
- زيجفيلد العظيم

## روابط خارجية
- جوزيف كاوثورن على موقع IMDb (الإنجليزية)
- جوزيف كاوثورن على موقع ألو سيني (الفرنسية)
- جوزيف كاوثورن على موقع أول موفي (الإنجليزية)
- جوزيف كاوثورن على موقع قاعدة بيانات برودواي على الإنترنت (الإنجليزية)
- جوزيف كاوثورن على موقع قاعدة بيانات الأفلام السويدية (السويدية)
- جوزيف كاوثورن على موقع قاعدة بيانات الفيلم (الإنجليزية)
- جوزيف كاوثورن على موقع كينوبويسك (الروسية)